# 留置ブレーキ
留置ブレーキ（りゅうちブレーキ）は、停車中の鉄道車両が何らかの力で自然に動き出す（転動（てんどう）と呼ぶ）ことがないよう留め置くために用いられるブレーキである。自動車のパーキングブレーキに相当する。
主に手ブレーキや側ブレーキなどの人力によるブレーキ装置が用いられる。また、新型車両の中にはばね式の駐車ブレーキを装備しているものもある。これはばねの力で制輪子を車輪に押し付けて制動力を得るものであり、先頭車両の前位寄り台車の制動用ブレーキシリンダ上に駐車ブレーキ専用のシリンダを設置しており、通常運転する際は圧縮空気を込めてばねの力が加わらないようにしているが、この空気を抜くことで駐車ブレーキを作動させることができる。
JR東日本E231系電車の駐車ブレーキ機構

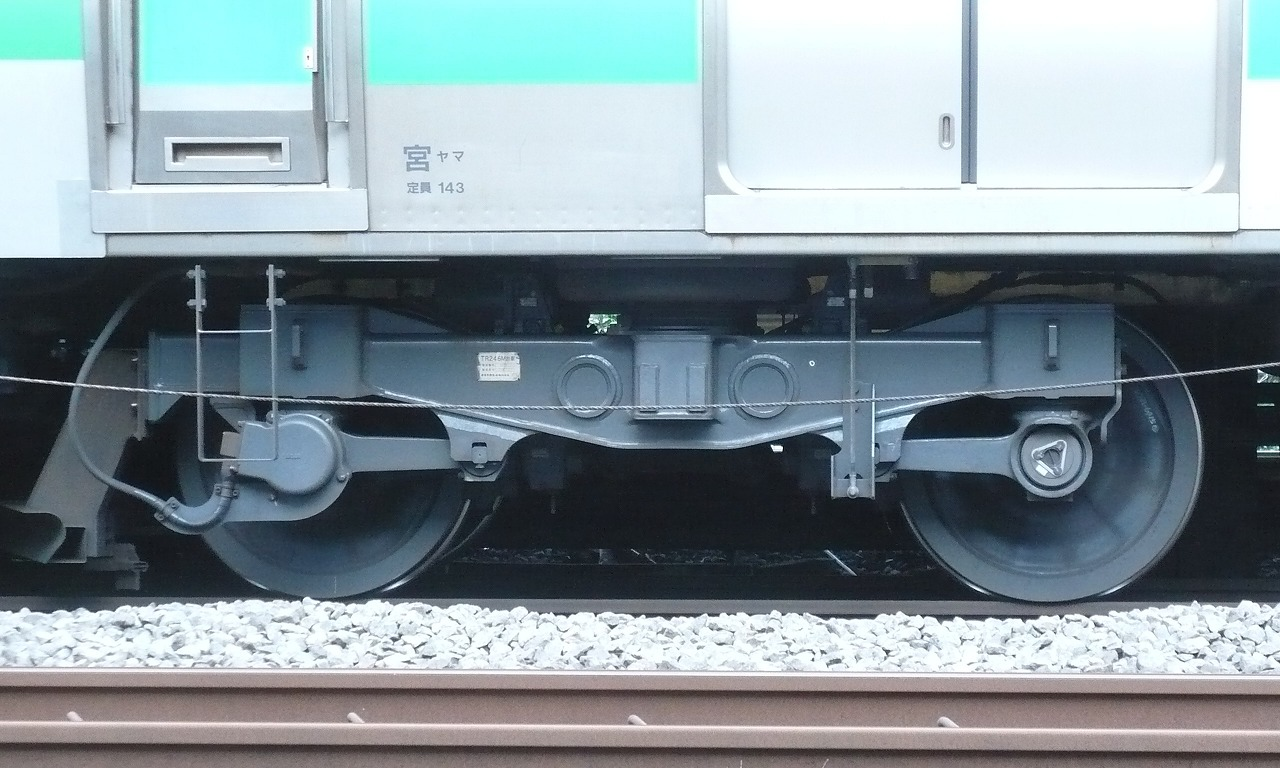
駐車ブレーキ機構付きの TR246M 形台車
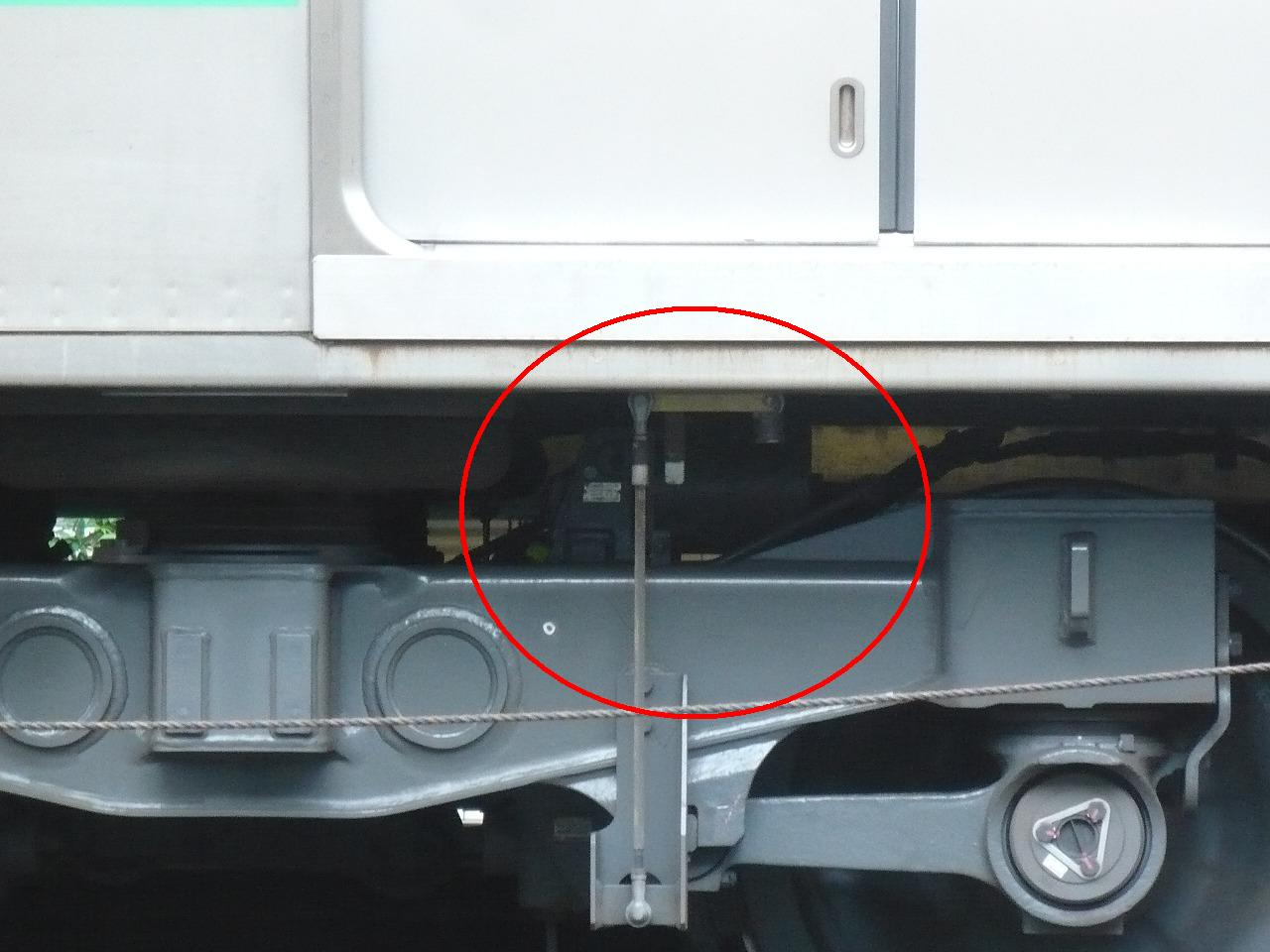
拡大版。赤丸が駐車ブレーキ用シリンダ
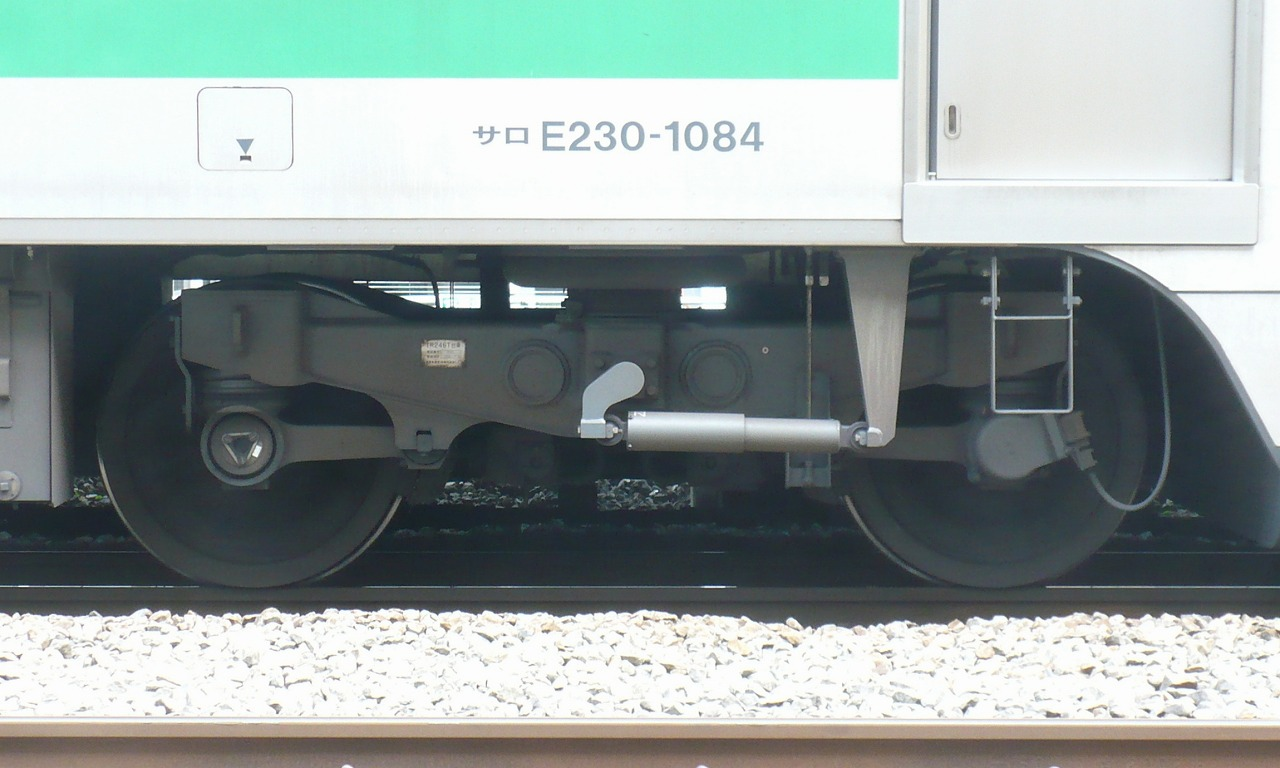
（参考）付随台車でも中間用には駐車ブレーキシリンダはない

この他に、手歯止めを設置して転動を防止することもある。